# Tanzinsel
Koordinaten: 50° 3′ 25,4″ N, 9° 40′ 50,4″ O
Die Tanzinsel ist eine Großveranstaltung mit elektronischer Musik in Gemünden am Main. Sie wurde 2013 als Tanzinsel Open Air erstmals veranstaltet und wuchs bis heute auf 10.000 Besucher.

## Geschichte
Das Open Air fand erstmals am 31. August 2013 als Tagesfestival statt. Bereits die Erstveranstaltung zog 5000 Besucher in die Dreiflüssestadt Gemünden am Main. Um die Lärmbelastung in den späten Abendstunden zu reduzieren, einigten sich der Veranstalter und die Stadt Gemünden auf einen Veranstaltungszeitraum von 10:00–24:00 Uhr mit Musikende um 23:00 Uhr. Veranstaltungsort ist die Steinwiese. Das Festivalgelände befindet sich direkt zwischen Mainufer und einem Hafenbecken, wodurch 3/4 der Landmassen von Wasser umschlossen sind.
2014 wurden aufgrund der Festivalgeländebegebenheiten und wachsenden Besuchermenge die Sicherheitsauflagen deutlich erhöht. Um eine bessere Zugänglichkeit für Rettungswagen und Löschfahrzeuge zu schaffen, musste ein zweiter Zugangsweg angelegt werden. Die Veranstalter geben an, dass bereits im zweiten Jahr die Reichweite des Open Airs nicht nur regional, sondern deutlich darüber hinaus zu verzeichnen war. Besucher aus ganz Deutschland und auch Europa sorgten für eine Besucherzahl von 6500. Somit wurde die vorerst maximale Besucherzahl erreicht und die Tanzinsel war 2014 ausverkauft.
2015 einigte man sich politisch darauf, die Besucherzahl auf 10.000 anzuheben. Direkt im Erstversuch wurde die maximale Besucherzahl erreicht und somit war das Tanzinsel Open Air 2015 wieder ausverkauft.
2016 lag der Schwerpunkt verstärkt auf Abkühlungsmöglichkeiten (Wasserspritzpistolen etc.), einer effektiveren Wasserversorgung und Schattenplätzen für die 10.000 Besucher sowie auf einer deutlichen Steigerung der vor Ort befindlichen Dekoration, mit der die Besucher interagieren konnten. Das Tanzinsel Open Air 2016 war ausverkauft.
2017 kam zum ausverkauften 5-jährigen Jubiläum Sven Väth, &ME und Adam Port (Keinemusik).
Die Tanzinsel bietet ihren 10.000 Besuchern eine Festivalbühne (ca. 100 m²), eine mehr oder weniger aufwändige Dekoration sowie ein durchgehendes musikalisches Programm mit nationalen und internationalen DJs. Ein großes Höhenfeuerwerk signalisiert jedes Jahr das Ende der Veranstaltung.
Im Laufe der Jahre gab es bereits zahlreiche Neuerungen. Zum einen wurde die Mainstage aufgrund der steigenden Besucherzahlen weiter vergrößert und in Bezug auf die Technik sowie Dekoration immer fortschrittlicher und stetig erweitert.

## Veranstaltungsort (Gelände)
Veranstaltungsort ist die Steinwiese unmittelbar südlich des Hafen Gemünden am Main im Landkreis Main-Spessart direkt an der Bundesstraße 26. Die Steinwiese wird aufgrund ihrer Lage auch gerne vor allem im Sommer zum Entspannen und auch für den Angelsport am Main und im Hafenbecken genutzt. Die Umrandung von 3/4 des Veranstaltungsgeländes mit Wasser war namensgebend für das Open Air. Der Veranstaltungsort sorgt nach Angaben des Veranstalters für eine eindrucksvolle Atmosphäre in der Natur mit Blick auf den Main und die Scherenburg.
Es werden Rundflüge über das Festivalgelände angeboten oder man kann sich mit einer 60-m-Hebebühne einen Überblick über das Tanzinsel Open Air verschaffen.

## Künstler (Auswahl)
- 2013: Format:B, Monkey Safari, Toni Rios, Pappenheimer
- 2014: Oliver Koletzki, Felix Kröcher, Nico Pusch, Gabriel Ananda, Hanne&Lore
- 2015: Matthias Tanzmann, Dominik Eulberg, Super Flu, Sascha Braemer
- 2016: Monika Kruse, Oliver Koletzki, Extrawelt, Falscher Hase, Felix Kröcher, Butch, Anna Reusch
- 2017: Sven Väth, &ME, Adam Port, Einzelkind, Maurizio Schmitz, Nastia, tINI
- 2018: Stephan Bodzin, Âme, Felix Kröcher, Karotte, Mathias Kaden & Daniel Stefanik B2B, Matthias Tanzmann
- 2019: Fritz Kalkbrenner, Moonbootica, Deborah De Luca, Oliver Koletzki, Etapp Kyle, Kobosil, Gheist
- 2022: Boris Brejcha, Monika Kruse, Joachim Pastor, Dominik Eulberg, Konstantin Sibold, Somewhen